# Быргындинское (сельское поселение)
Быргындинское — упразднённое муниципальное образование со статусом сельского поселения в Каракулинском районе Удмуртии Российской Федерации.
Административный центр — деревня Быргында.
Законом от 27 мая 2021 года № 54-РЗ к 10 июня 2021 года упразднено в связи с преобразованием муниципального района в муниципальный округ.

## История
Статус и границы сельского поселения установлены Законом Удмуртской Республики от 23.11.2004 N 69-РЗ «Об установлении границ муниципальных образований и наделении соответствующим статусом муниципальных образований на территории Каракулинского района Удмуртской Республики».

## Население
| 2010 | 2012 | 2013 | 2014 | 2015 | 2016 | 2017 |
| ---- | ---- | ---- | ---- | ---- | ---- | ---- |
| 737  | ↘721 | ↗729 | ↗732 | ↘709 | ↗713 | ↘712 |
| 2018 | 2019 | 2020 |      |      |      |      |
| ↗718 | ↘695 | ↘692 |      |      |      |      |

## Состав сельского поселения
| № | Населённый пункт | Тип населённого пункта          | Население |
| - | ---------------- | ------------------------------- | --------- |
| 1 | Быргында         | деревня, административный центр | ↘601      |
| 2 | Новопоселенное   | село                            | ↘120      |